# Telesilla
Telesilla (stgr. Τελέσιλλα, koniec VI w p.n.e.) – grecka poetka z Argos, autorka hymnów, uważana w starożytności za jedną z 9 najważniejszych poetek. Według legendy miała prowadzić obronę Argos podczas najazdu Spartan pod wodzą Kleomenesa (w latach 520-493). Od jej imienia pochodzi nazwa jednej z miar wierszowych – telesíllejonu.